# アモリーノ (アイスクリームチェーン店)

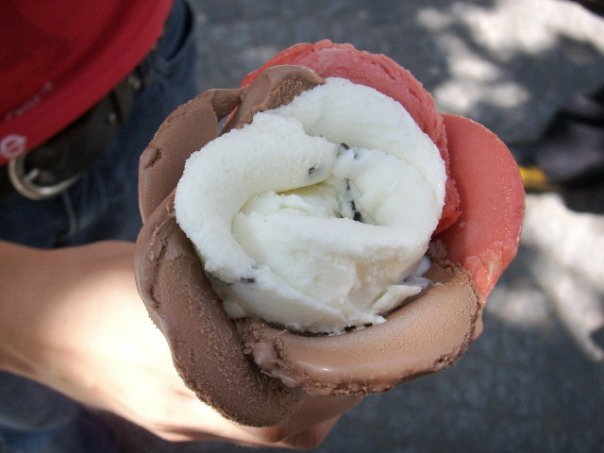
花びらのように盛られたアモリーノのアイスクリーム

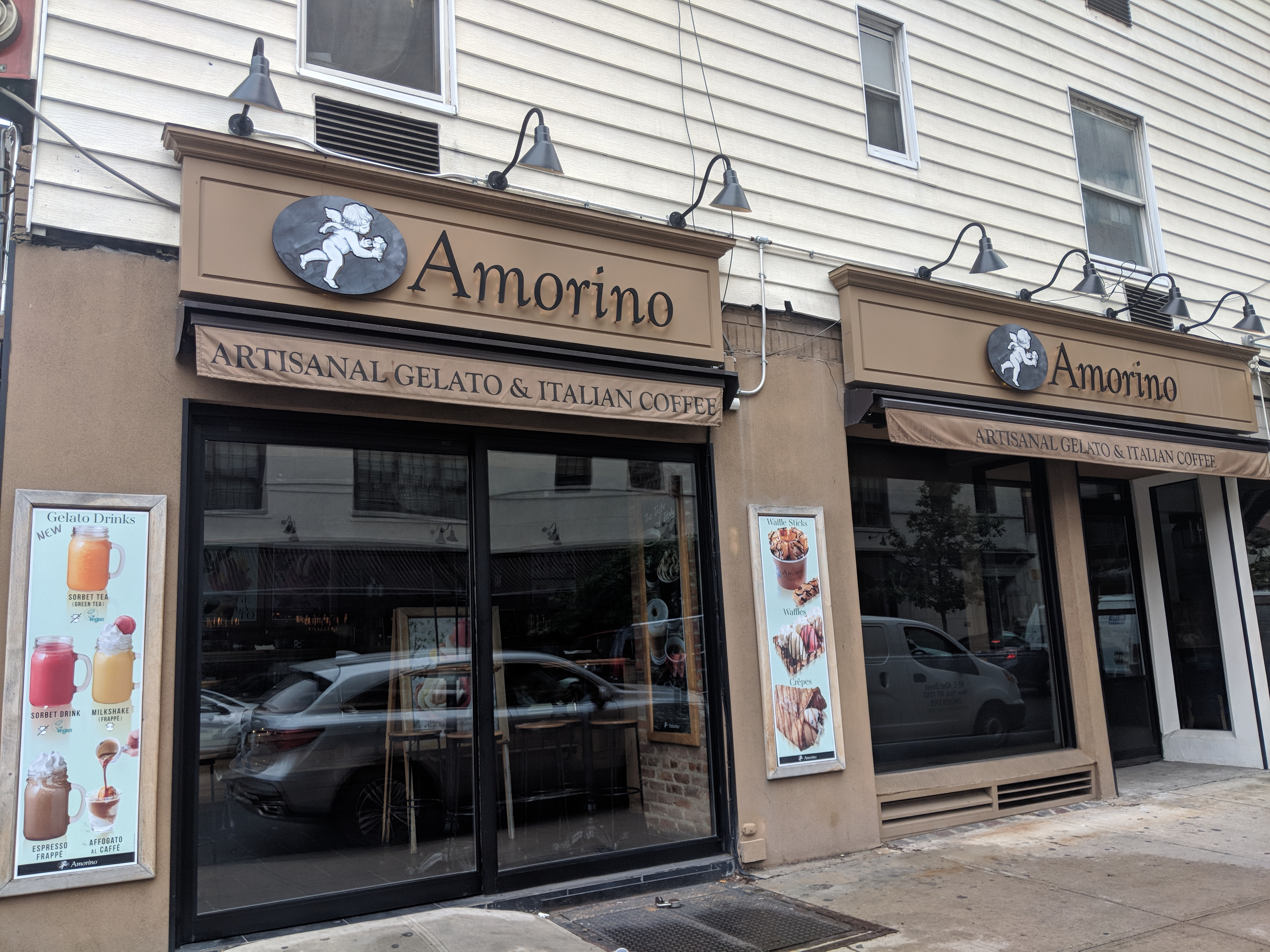
Storefront of Amorino's Chelsea location

アモリーノ（またはアモリノ 伊: Amorino）は、フランスを中心に店舗を展開するアイスクリーム（イタリアン・ジェラート）のチェーン店である。

## 概要
2002年、フランス・パリのサン＝ルイ島において、幼馴染のクリスティアーノ・セレーニとパオロ・ベナシーの2人により創業。人工香料や着色料等を使わず、放し飼いにした鶏の卵や高級全乳等を原料に使ったイタリアン・ジェラートを販売している。
店名のアモリーノは、ルネサンス絵画中に描かれる赤子の姿をした天使（「智天使」を参照）のことであり、トレードマークにも使われている。また、ジェラートの花びらのようにした盛りつけ方も特徴になっている。

## 店舗展開
2017年現在、フランス国内には、創業地のサン＝ルイ島をはじめ、デパートのギャラリー・ラファイエット店内、店頭などにも店舗があり、公式サイトによると、パリを含め38都市に店舗を構えている。
フランス国外のヨーロッパの都市へも店舗展開しており、2017年現在の店舗数は次のとおり。
- イギリス - 11店舗（オックスフォードシャー・ロンドン他）
- ドイツ - 2店舗（ミュンヘン・ローゼンハイム）
- イタリア - 4店舗（ミラノ他）
- スペイン - 2店舗（いずれもバルセロナ）
- オーストリア - 2店舗（インスブルック・グラーツ）
- 韓国 - 2店舗（ソウル・大邱）
- アメリカ - 10店舗（ニューヨーク・ボストン他）